# قرار مجلس الأمن التابع للأمم المتحدة رقم 1011
قرار مجلس الأمن التابع للأمم المتحدة رقم 1011، المتخذ بالإجماع في 16 آب / أغسطس 1995، بعد التذكير بالقرارات 918 (1994)، 997 (1995) و1005 (1995) بشأن الحالة في رواندا، علق المجلس حظر توريد الأسلحة إلى حكومة رواندا.
تلقى مجلس الأمن تقريراً من الأمين العام بطرس بطرس غالي حول رصد القيود المفروضة على نقل الأسلحة والتقدم المحرز في بعثة الأمم المتحدة لمساعدة رواندا. كان حيازة الأسلحة بين السكان عاملاً رئيسياً من عوامل زعزعة الاستقرار في منطقة البحيرات الكبرى. وكانت زائير قد اقترحت تشكيل لجنة دولية تحت رعاية الأمم المتحدة للتحقيق في إمدادات الأسلحة لقوات الحكومة الرواندية السابقة. من شأن تسجيل الأسلحة ووسمها أن يفعل الكثير للسيطرة على القيود وفرضها.
وكان هناك قلق بشأن عمليات التوغل في رواندا من قبل عناصر من النظام السابق، وشدد على الحاجة إلى اتخاذ تدابير فعالة لضمان عدم تمكن المواطنين الروانديين في البلدان المجاورة من القيام بأنشطة أو تلقي أسلحة من أجل زعزعة استقرار البلد. كان على جميع شرائح السكان الروانديين، باستثناء المتورطين في الإبادة الجماعية، بدء المحادثات. طالبت رواندا برفع حظر الأسلحة المفروض على الحكومة الرواندية لضمان أمن شعبها. وقد أُشير في الأصل إلى أن حظر الأسلحة كان ساري المفعول لمنع استخدام الأسلحة والمعدات في مذابح الأبرياء. كان هناك بالفعل قرار لتقليص حجم بعثة الأمم المتحدة لتقديم المساعدة إلى رواندا وأن الحكومة الرواندية هي المسؤولة عن سلامة السكان.
ولفت المجلس الانتباه إلى النظام القانوني في رواندا، لا سيما الاكتظاظ ونقص القضاة واحتجاز القصر وكبار السن وعدم وجود إجراءات قضائية سريعة. وفي هذا الصدد، تم الترحيب بالجهود التي تبذلها الأمم المتحدة والجهات المانحة بالتعاون مع رواندا لتحسين الوضع.
وطُلب من الأمين العام في أقرب وقت ممكن تقديم توصيات بشأن لجنة لإجراء تحقيق في تدفقات الأسلحة إلى القوات الحكومية الرواندية السابقة في منطقة البحيرات العظمى. في الوقت نفسه، طُلب من رواندا وجيرانها التعاون مع اللجنة. في غضون شهر، كان من المقرر أن يقدم بطرس غالي تقريراً عن الاستعدادات لعقد مؤتمر إقليمي حول الأمن والاستقرار والتنمية وعودة اللاجئين. ودعيت الحكومة الرواندية إلى خلق جو من الثقة والاطمئنان من أجل العودة الآمنة للاجئين وحل المشكلات الإنسانية في سجونها.
بموجب الفصل السابع من ميثاق الأمم المتحدة، قرر المجلس بعد ذلك تعليق حظر الأسلحة المفروض على الحكومة الرواندية حتى 1 سبتمبر 1996، من خلال عدد من نقاط الوصول إلى البلاد، والتي سيتم إخطار الدول الأعضاء بها. بعد ذلك التاريخ، سيتم إنهاء قيود الأسلحة المفروضة على الحكومة الرواندية. تم حظر تسليم الأسلحة إلى مجموعات أخرى غير تلك التي تم تسليمها إلى الحكومة الرواندية، كما مُنع إعادة بيع الأسلحة. وفي هذا الصدد، سيُطلب من الدول التي تقدم أسلحة إلى رواندا إخطار اللجنة المنشأة بموجب القرار 918. وطُلب من الأمين العام في غضون ستة أشهر ثم في غضون اثني عشر شهرًا تقديم تقرير عن تلك الإمدادات.

## روابط خارجية
- نص القرار في undocs.org